# Beretta 8000
Beretta 8000 (Cougar) — серия пистолетов, произведённая итальянской компанией Beretta. Они впервые появились на рынке в 1994 году как более компактная альтернатива пистолета Beretta 92, предлагающая сочетание скрытности, легкости ношения, точности и огневой мощи. Изначально разрабатывался под патрон .40 S&W, который на тот момент был новым, и только позже были созданы варианты под патроны 9×19 мм, .357 SIG и .45 ACP. Эти пистолеты удобны для использования полицией и самообороны.

## Описание
Серия пистолетов Cougar 8000 — самозарядные пистолеты, имеющие ударно-спусковой механизм двойного действия. Эти пистолеты используют относительно редкую систему запирания поворотом ствола вокруг продольной оси. Вращательное движение ствола контролируется выступом в стальной вставке рамки пистолета, который движется по фигурному пазу на стенке ствола. Рамка сделана из лёгкого алюминиевого сплава. Стандартная версия пистолета — модель F с ударно-спусковым механизмом двойного действия с открытым курком и двусторонним предохранителем. Альтернатива — модель D, имеющий УСМ двойного действия со скрытым курком и без предохранителя. Пистолеты под патрон 9×19 мм, .357 SIG и .40 используют двухрядные магазины, а пистолеты под патрон .45 ACP — однорядные.

## Варианты

### Калибры
- Вот информация о некоторых пистолетах:
- 8000: Пистолет калибра 9 мм, магазин на пятнадцать патронов.
- 8000F: Пистолет калибра .41 AE, магазин на пятнадцать патронов.
- 8000L: Пистолет калибра 9 мм, более легкий и компактный, магазин на тринадцать патронов.
- 8000L Type P: Пистолет калибра 9 мм, более легкий и компактный, магазин на пятнадцать патронов.
- 8357: Пистолет калибра .357 SIG, магазин на одиннадцать патронов.
- 8040: Пистолет калибра .40 S&W, магазин на одиннадцать патронов.
- 8045: Пистолет калибра .45 ACP, магазин на восемь патронов.